# اسلحه‌های جوان (فیلم)
اسلحه‌های جوان (به انگلیسی: Young Guns) فیلمی محصول سال ۱۹۸۸ و به کارگردانی کریستوفر کین است. در این فیلم بازیگرانی همچون امیلیو استوس، کیفر ساترلند، لو دایموند فیلیپس، چارلی شین، درموت مالرونی، کیسی شیماشکو، تری اوکوئین، جک پالانس، ترنس استامپ، جفری بلیک، برایان کیت، پاتریک وین ایفای نقش کرده‌اند.
دنباله این فیلم اسلحه‌های جوان ۲ می‌باشد.